# Lista de vencedores de provas escocesas de futebol por época
Esta é uma lista de vencedores de provas nacionais de futebol na Escócia. Esta lista inclui as principais provas organizadas pela Federação Escocesa de Futebol, Premier League e Football League.
O destaque colorido indica a conquista de uma Dobradinha (vencer o Campeonato e a Taça da Escócia na mesma época) ou de um Triplete (vencer o Campeonato, a Taça da Escócia e a Taça da Liga na mesma época).

## Vencedores por Época
| Vencedores das Competições Escocesas de Futebol |                            |                              |                          |
| Época                                           | Campeonato                 | Taça da Escócia              | Taça da Liga             |
| 1873–74                                         |                            | Queen's Park                 |                          |
| 1874–75                                         |                            | Queen's Park 2               |                          |
| 1875–76                                         |                            | Queen's Park 3               |                          |
| 1876–77                                         |                            | Vale of Leven                |                          |
| 1877–78                                         |                            | Vale of Leven 2              |                          |
| 1878–79                                         |                            | Vale of Leven 3              |                          |
| 1879–80                                         |                            | Queen's Park 4               |                          |
| 1880–81                                         |                            | Queen's Park 5               |                          |
| 1881–82                                         |                            | Queen's Park 6               |                          |
| 1882–83                                         |                            | Dumbarton                    |                          |
| 1883–84                                         |                            | Queen's Park 7               |                          |
| 1884–85                                         |                            | Renton                       |                          |
| 1885–86                                         |                            | Queen's Park 8               |                          |
| 1886–87                                         |                            | Hibernian                    |                          |
| 1887–88                                         |                            | Renton 2                     |                          |
| 1888–89                                         |                            | Third Lanark Athletic Club   |                          |
| 1889–90                                         |                            | Queen's Park 9               |                          |
| 1890–91                                         | Dumbarton Rangers          | Heart of Midlothian          |                          |
| 1891–92                                         | Dumbarton 2                | Celtic                       |                          |
| 1892–93                                         | Celtic                     | Queen's Park 10              |                          |
| 1893–94                                         | Celtic 2                   | Rangers                      |                          |
| 1894–95                                         | Heart of Midlothian        | St Bernard's                 |                          |
| 1895–96                                         | Celtic 3                   | Heart of Midlothian 2        |                          |
| 1896–97                                         | Heart of Midlothian 2      | Rangers 2                    |                          |
| 1897–98                                         | Celtic 4                   | Rangers 3                    |                          |
| 1898–99                                         | Rangers 2                  | Celtic 2                     |                          |
| 1899–00                                         | Rangers 3                  | Celtic 3                     |                          |
| 1900–01                                         | Rangers 4                  | Heart of Midlothian 3        |                          |
| 1901–02                                         | Rangers 5                  | Hibernian 2                  |                          |
| 1902–03                                         | Hibernian                  | Rangers 4                    |                          |
| 1903–04                                         | Third Lanark Athletic Club | Celtic 4                     |                          |
| 1904–05                                         | Celtic 5                   | Third Lanark Athletic Club 2 |                          |
| 1905–06                                         | Celtic 6                   | Heart of Midlothian 4        |                          |
| 1906–07                                         | Celtic 7                   | Celtic 5                     |                          |
| 1907–08                                         | Celtic 8                   | Celtic 6                     |                          |
| 1908–09                                         | Celtic 9                   | –                            |                          |
| 1909–10                                         | Celtic 10                  | Dundee                       |                          |
| 1910–11                                         | Rangers 6                  | Celtic 7                     |                          |
| 1911–12                                         | Rangers 7                  | Celtic 8                     |                          |
| 1912–13                                         | Rangers 8                  | Falkirk                      |                          |
| 1913–14                                         | Celtic 11                  | Celtic 9                     |                          |
| 1914–15                                         | Celtic 12                  | –                            |                          |
| 1915–16                                         | Celtic 13                  | –                            |                          |
| 1916–17                                         | Celtic 14                  | –                            |                          |
| 1917–18                                         | Rangers 9                  | –                            |                          |
| 1918–19                                         | Celtic 15                  | –                            |                          |
| 1919–20                                         | Rangers 10                 | Kilmarnock                   |                          |
| 1920–21                                         | Rangers 11                 | Partick Thistle              |                          |
| 1921–22                                         | Celtic 16                  | Morton                       |                          |
| 1922–23                                         | Rangers 12                 | Celtic 10                    |                          |
| 1923–24                                         | Rangers 13                 | Airdrieonians                |                          |
| 1924–25                                         | Rangers 14                 | Celtic 11                    |                          |
| 1925–26                                         | Celtic 17                  | St. Mirren Football Club     |                          |
| 1926–27                                         | Rangers 15                 | Celtic 12                    |                          |
| 1927–28                                         | Rangers 16                 | Rangers 5                    |                          |
| 1928–29                                         | Rangers 17                 | Kilmarnock 2                 |                          |
| 1929–30                                         | Rangers 18                 | Rangers 6                    |                          |
| 1930–31                                         | Rangers 19                 | Celtic 13                    |                          |
| 1931–32                                         | Motherwell 4               | Rangers 7                    |                          |
| 1932–33                                         | Rangers 20                 | Celtic 14                    |                          |
| 1933–34                                         | Rangers 21                 | Rangers 8                    |                          |
| 1934–35                                         | Rangers 22                 | Rangers 9                    |                          |
| 1935–36                                         | Celtic 18                  | Rangers 10                   |                          |
| 1936–37                                         | Rangers 23                 | Celtic 15                    |                          |
| 1937–38                                         | Celtic 19                  | East Fife                    |                          |
| 1938–39                                         | Rangers 24                 | Clyde                        |                          |
| 1939–40                                         | –                          | –                            |                          |
| 1940–41                                         | –                          | –                            |                          |
| 1941–42                                         | –                          | –                            |                          |
| 1942–43                                         | –                          | –                            |                          |
| 1943–44                                         | –                          | –                            |                          |
| 1944–45                                         | –                          | –                            |                          |
| 1945–46                                         | –                          | –                            |                          |
| 1946–47                                         | Rangers 25                 | Aberdeen                     | Rangers                  |
| 1947–48                                         | Hibernian 2                | Rangers 11                   | East Fife                |
| 1948–49                                         | Rangers 26                 | Rangers 12                   | Rangers 2                |
| 1949–50                                         | Rangers 27                 | Rangers 13                   | East Fife 2              |
| 1950–51                                         | Hibernian 3                | Celtic 16                    | Motherwell               |
| 1951–52                                         | Hibernian 4                | Motherwell                   | Dundee                   |
| 1952–53                                         | Rangers 28                 | Rangers 14                   | Dundee                   |
| 1953–54                                         | Celtic 20                  | Celtic 17                    | East Fife 3              |
| 1954–55                                         | Aberdeen                   | Clyde 2                      | Heart of Midlothian      |
| 1955–56                                         | Rangers 29                 | Heart of Midlothian 5        | Aberdeen                 |
| 1956–57                                         | Rangers 30                 | Falkirk 2                    | Celtic                   |
| 1957–58                                         | Heart of Midlothian 3      | Clyde 3                      | Celtic 2                 |
| 1958–59                                         | Rangers 31                 | St. Mirren Football Club 2   | Heart of Midlothian 2    |
| 1959–60                                         | Heart of Midlothian 4      | Rangers 15                   | Heart of Midlothian 3    |
| 1960–61                                         | Rangers 32                 | Dunfermline Athletic         | Rangers 3                |
| 1961–62                                         | Dundee                     | Rangers 16                   | Rangers 4                |
| 1962–63                                         | Rangers 33                 | Rangers 17                   | Heart of Midlothian 4    |
| 1963–64                                         | Rangers 34                 | Rangers 18                   | Rangers 5                |
| 1964–65                                         | Kilmarnock                 | Celtic 18                    | Rangers 6                |
| 1965–66                                         | Celtic 21                  | Rangers 19                   | Celtic 3                 |
| 1966–67                                         | Celtic 22                  | Celtic 19                    | Celtic 4                 |
| 1967–68                                         | Celtic 23                  | Dunfermline Athletic 2       | Celtic 5                 |
| 1968–69                                         | Celtic 24                  | Celtic 20                    | Celtic 6                 |
| 1969–70                                         | Celtic 25                  | Aberdeen 2                   | Celtic 7                 |
| 1970–71                                         | Celtic 26                  | Celtic 21                    | Rangers 7                |
| 1971–72                                         | Celtic 27                  | Celtic 22                    | Partick Thistle          |
| 1972–73                                         | Celtic 28                  | Rangers 20                   | Hibernian                |
| 1973–74                                         | Celtic 29                  | Celtic 23                    | Dundee 3                 |
| 1974–75                                         | Rangers 35                 | Celtic 24                    | Celtic 8                 |
| 1975–76                                         | Rangers 36                 | Rangers 21                   | Rangers 9                |
| 1976–77                                         | Celtic 30                  | Celtic 25                    | Aberdeen 2               |
| 1977–78                                         | Rangers 37                 | Rangers 22                   | Rangers 10               |
| 1978–79                                         | Celtic 31                  | Rangers 23                   | Rangers 11               |
| 1979–80                                         | Aberdeen 2                 | Celtic 26                    | Dundee United            |
| 1980–81                                         | Celtic 32                  | Rangers 24                   | Dundee United 2          |
| 1981–82                                         | Celtic 33                  | Aberdeen 3                   | Rangers 12               |
| 1982–83                                         | Dundee United              | Aberdeen 4                   | Celtic 9                 |
| 1983–84                                         | Aberdeen 3                 | Aberdeen 5                   | Rangers 13               |
| 1984–85                                         | Aberdeen 4                 | Celtic 27                    | Rangers 14               |
| 1985–86                                         | Celtic 34                  | Aberdeen 6                   | Aberdeen 3               |
| 1986–87                                         | Rangers 38                 | St. Mirren Football Club 3   | Rangers 15               |
| 1987–88                                         | Celtic 35                  | Celtic 28                    | Rangers 16               |
| 1988–89                                         | Rangers 39                 | Celtic 29                    | Rangers 17               |
| 1989–90                                         | Rangers 40                 | Aberdeen 7                   | Aberdeen 4               |
| 1990–91                                         | Rangers 41                 | Motherwell 2                 | Rangers 18               |
| 1991–92                                         | Rangers 42                 | Rangers 25                   | Hibernian 2              |
| 1992–93                                         | Rangers 43                 | Rangers 26                   | Rangers 19               |
| 1993–94                                         | Rangers 44                 | Dundee United                | Rangers 20               |
| 1994–95                                         | Rangers 45                 | Celtic 30                    | Raith Rovers             |
| 1995–96                                         | Rangers 46                 | Rangers 27                   | Aberdeen 5               |
| 1996–97                                         | Rangers 47                 | Kilmarnock 3                 | Rangers 21               |
| 1997–98                                         | Celtic 36                  | Heart of Midlothian 6        | Celtic 10                |
| 1998–99                                         | Rangers 48                 | Rangers 28                   | Rangers 22               |
| 1999–00                                         | Rangers 49                 | Rangers 29                   | Celtic 11                |
| 2000–01                                         | Celtic 37                  | Celtic 31                    | Celtic 12                |
| 2001–02                                         | Celtic 38                  | Rangers 30                   | Rangers 23               |
| 2002–03                                         | Rangers 50                 | Rangers 31                   | Rangers 24               |
| 2003–04                                         | Celtic 39                  | Celtic 32                    | Livingston               |
| 2004–05                                         | Rangers 51                 | Celtic 33                    | Rangers 25               |
| 2005–06                                         | Celtic 40                  | Heart of Midlothian 7        | Celtic 13                |
| 2006–07                                         | Celtic 41                  | Celtic 34                    | Hibernian 3              |
| 2007–08                                         | Celtic 42                  | Rangers 32                   | Rangers 26               |
| 2008–09                                         | Rangers 52                 | Rangers 33                   | Celtic 14                |
| 2009–10                                         | Rangers 53                 | Dundee United 2              | Rangers 27               |
| 2010–11                                         | Rangers 54                 | Celtic 35                    | Rangers 28               |
| 2011–12                                         | Celtic 43                  | Heart of Midlothian 8        | Kilmarnock               |
| 2012–13                                         | Celtic 44                  | Celtic 36                    | St. Mirren Football Club |
| 2013–14                                         | Celtic 45                  | St. Johnstone FC 5           | Aberdeen 6               |
| 2014–15                                         | Celtic 46                  | Inverness                    | Celtic 15                |
| 2015–16                                         | Celtic 47                  | Hibernien 3                  | Ross County              |
| 2016–17                                         | Celtic 48                  | Celtic 37                    | Celtic 16                |
| 2017–18                                         | Celtic 49                  | Celtic 38                    | Celtic 17                |

## Vitórias Múltiplas
| Clubes Vencedores de Tripletes e Dobradinhas |          |           |             | |
| Nº                                           | Clube    | Tripletes | Dobradinhas | Épocas |
| 1                                            | Rangers  | 7         | 18          | 1927–28, 1929–30, 1933–34, 1934–35, 1948–49, 1949–50, 1952–53, 1962–63, 1963–64, 1975–76, 1977–78, 1991–92, 1992–93, 1992–93, 1995–96, 1998–99, 1999–00, 2002–03, 2008–09 |
| 2                                            | Celtic   | 5         | 17          | 1906–07, 1907–08, 1913–14, 1953–54, 1966–67, 1968–69, 1970–71, 1971–72, 1973–74, 1976–77, 1987–88, 2000–01, 2003–04, 2006–07, 2012–13, 2016–17, 2017–18                   |
| 3                                            | Aberdeen | –         | 1           | 1983–84 |

Nota: As épocas dos Tripletes estão assinaladas a negrito.

## Vitórias Consecutivas
| Vitórias Consecutivas no Campeonato |           |       |       |        |       |        |        |      |     |
| Nº                                  | Clube     | Eneas | Octos | Heptas | Hexas | Pentas | Tetras | Tris | Bis |
| 1                                   | Celtic    | 1     | 1     | 2      | 3     | 3      | 4      | 5    | 8   |
| 2                                   | Rangers   | 1     | 1     | 1      | 1     | 2      | 3      | 7    | 14  |
| 3                                   | Dumbarton | –     | –     | –      | –     | –      | –      | –    | 1   |
| 3                                   | Hibernian | –     | –     | –      | –     | –      | –      | –    | 1   |
| 3                                   | Aberdeen  | –     | –     | –      | –     | –      | –      | –    | 1   |

Notas:
- Bis: 2 vitórias consecutivas